# 機甲界ガリアン 鉄の紋章
『機甲界ガリアン 鉄の紋章』（きこうかいガリアン てつのもんしょう）は、日本のアニメ作品。OVAとして1986年8月5日に発売された。全1話。

## 概要
テレビアニメ『機甲界ガリアン』を下敷きとしているが、キャラクターなどの固有名詞が共通しているのみでほぼ別個の作品となっている。キャラクターの配置もテレビシリーズとは異なり、マーダルはテレビシリーズでのアズベスに近い容貌となり（声もアズベス役の小林修が担当）、ジョルディとチュルルも設定年齢の引き上げや容姿の大幅な変更などの措置が施されている。
機甲兵のデザインも本作用に一新されており、テレビシリーズでは唯一大河原邦男がデザインを担当したガリアンも、出渕裕によって鉄巨神としてリファインされた。戦闘シーンの描写ではBGMの使用が抑えられ、テレビシリーズのスピード感あるものから重量感を重視したものとなっている。

## あらすじ
群雄割拠する乱世の惑星アーストは、地底から機甲兵を発掘した偉丈夫マーダルの手によって統一されようとしていた。反抗勢力である「鳥一族」の本陣攻めを翌日に備えた晩、野営地でマーダルと幕僚たちは不吉な幻影を見る。それは第1王子のハイ・シャルタットがマーダルを刺し殺すというものであった。
攻撃は成功に終わるが、鳥一族の処遇を巡ってマーダルとハイとの間に亀裂が生じた。そんなハイの前に幻影は執拗に現れ、その心は父殺しへと動いていく。
城へ戻ったハイは、「邪神兵の館」に収められた機甲兵によって幻影を見せられていたことを知る。その機甲兵──すなわち邪神兵に魅入られたハイは、その場でマーダルを殺し、ついに邪神兵を起動させてしまった。異変を感じて邪神兵の館に踏み込んだ第2王子ジョルディと王女チュルルが邪神兵に襲われたその時、地平線の彼方から射す一筋の巨大な光が二人を包み込む。伝説の機甲兵「鉄巨神」がジョルディを取り込み復活したのだ。
やがて、圧倒的な力で全ての機甲兵を屠った鉄巨神の前に邪神兵が現れる。激しい戦いの末、邪神兵の尾が鉄巨神の剣を打ち砕いたが、砕かれた剣の破片は光の矢となって宙を飛び回り、邪神兵を貫いた。ジョルディはそのまま邪神兵にとどめを刺し、ハイの妄執を断ち切る。邪神兵が倒れた後、激しい雷雨の中で機甲兵たちは爆発し、天を貫く真っ赤な光の柱のように消えていった。

## 登場人物
ジョルディ
声 - 菊池正美
マーダルの第2王子だが、実子ではない。性格は温厚で、戦場であっても無益な殺生を避けようとする。専用の赤い人馬兵に搭乗する。
設定年齢がテレビシリーズより引き上げられた（これに伴い、声優もテレビシリーズの菊池英博から菊池正美に変更された）ほか、髪の色が金髪から赤毛に変更されるなどの外見的変更もなされている。本作では「ジョジョ」と呼ばれることはない。
ハイ・シャルタット
声 - 速水奨
マーダルの第1王子。彼もまた養子である。ジョルディとは対照的に戦いを求める傾向があり、敵対者には情けをかけない残忍な性格。白銀の飛甲兵に搭乗する。
その性格が災いして養父マーダルとの確執が深まり、そこにつけ込んだ邪神兵が放った邪悪な波動に導かれ、マーダルをその手にかけてしまう。
チュルル
声 - 渕崎ゆり子
マーダルの王女。やはりマーダルの養子で、彼女を妻とする者がマーダルの後継者となる。義兄にあたるハイやジョルディを慕っているが、内心では優しい心根を持つジョルディに惹かれている。
マーダル
声 - 小林修
機甲兵を発掘し、アースト統一のための戦いに明け暮れる一方、孤児であったジョルディたちを養子として迎える一面も持つ。専用の黒い大型人馬兵を駆って覇道を歩みながらも、いつか訪れる己の破滅を悟っている。
小林はテレビシリーズ同様にナレーションも担当。
ヒルムカ
声 - 平野文
反マーダル勢力である鳥一族の女性。マーダル軍襲来の際、ジョルディに窮地を救われた。その後、ハイへの復讐を狙う中で、邪神兵の館でのマーダル殺害を目撃することとなる。
オデビ
声 - 大木民夫
鳥一族の長老。自らの命と引き換えに民の助命を懇願したが、ハイに殺されてしまう。

## 登場メカ
鉄巨神（てつきょじん）
惑星アーストに伝わる伝説の存在。あらゆる機甲兵の攻撃を寄せつけず、剣の一振りかパンチのみで機能停止に追いやる。
邪神兵（じゃしんへい）
漆黒の装甲と蛇のような下半身を持ち、巨大な鎌を武器とする、その名の通りに邪悪な神を想起させる機甲兵。最初に発掘された機甲兵だが、マーダル自身がこの機体に恐れを抱いていたらしく、実戦には使用せず城内の「邪神兵の館」に事実上封印していた。新たな操者を求めてハイ・シャルタットを誘惑し、取り込んでしまう。
飛甲兵（ひこうへい）
ハイ・シャルタットが搭乗する機甲兵。背部の翼を羽ばたかせることによって飛行する。
人馬兵（じんばへい）
マーダルの軍勢の主戦力となっている機甲兵。一般兵用のもの以外に、マーダル用の黒い人馬兵やジョルディ用の赤い人馬兵も存在する。
重弩兵（じゅうどへい）
後方支援用の機甲兵。左肩部の巨大な弩で金属製の円柱を発射する。
重装兵（じゅうそうへい）
重弩兵から弩を省いたような外観の機甲兵。槍やモーニングスターを武器とする。
機甲猟兵（きこうりょうへい）
指揮官が使用する機甲兵。作中には2種類が登場。刀身が回転する剣を武器とする。

## スタッフ
- 企画・制作：日本サンライズ
- 原案：矢立肇
- 原作・監督：高橋良輔
- 脚本：鳥海尽三
- キャラクターデザイン・作画監督：塩山紀生
- メカニカルデザイン：出渕裕
- メカ作監：吉田徹
- 美術監督：宮前光春
- 絵コンテ・演出：池田成
- 音楽：冬木透
- 音響監督：浦上靖夫
- 主題歌：井上大輔、EUROX